# アンドリュー・ビタビ
アンドリュー・ジェームズ・ビタビ（英: Andrew James Viterbi 、1935年3月9日 - ）は、イタリア系アメリカ人の電気工学者であり、実業家である。

## 経歴
イタリアのベルガモでユダヤ人の両親から生まれた。1939年、難民としてアメリカ合衆国に移住。本来の名はアンドレア（Andrea）だったが、英語圏では女性の名前であるため、帰化した際に両親がアンドリュー（Andrew）に変えた。Boston Latin School で学び、その後1952年にMITに進学し、電気工学を学ぶ。当時の教職員には、クロード・シャノン、ノーバート・ウィーナー、ロバート・ファーノ、ブルーノ・ロッシらがいた。1957年にMITで修士号を取得後、南カリフォルニア大学でデジタル通信の研究で博士号を取得。
その後、UCLAとUCSDで電気工学の教授を務める。1967年に畳み込み符号の復号手法としてビタビアルゴリズムを発明した。これは現在も携帯電話での誤り検出訂正、音声認識、DNA型鑑定、隠れマルコフモデルを応用したその他のもので使われている。法律家の助言に従い、ビタビはアルゴリズムの特許をとらなかった。ビタビは携帯電話ネットワークのCDMA規格の策定にも関与した。

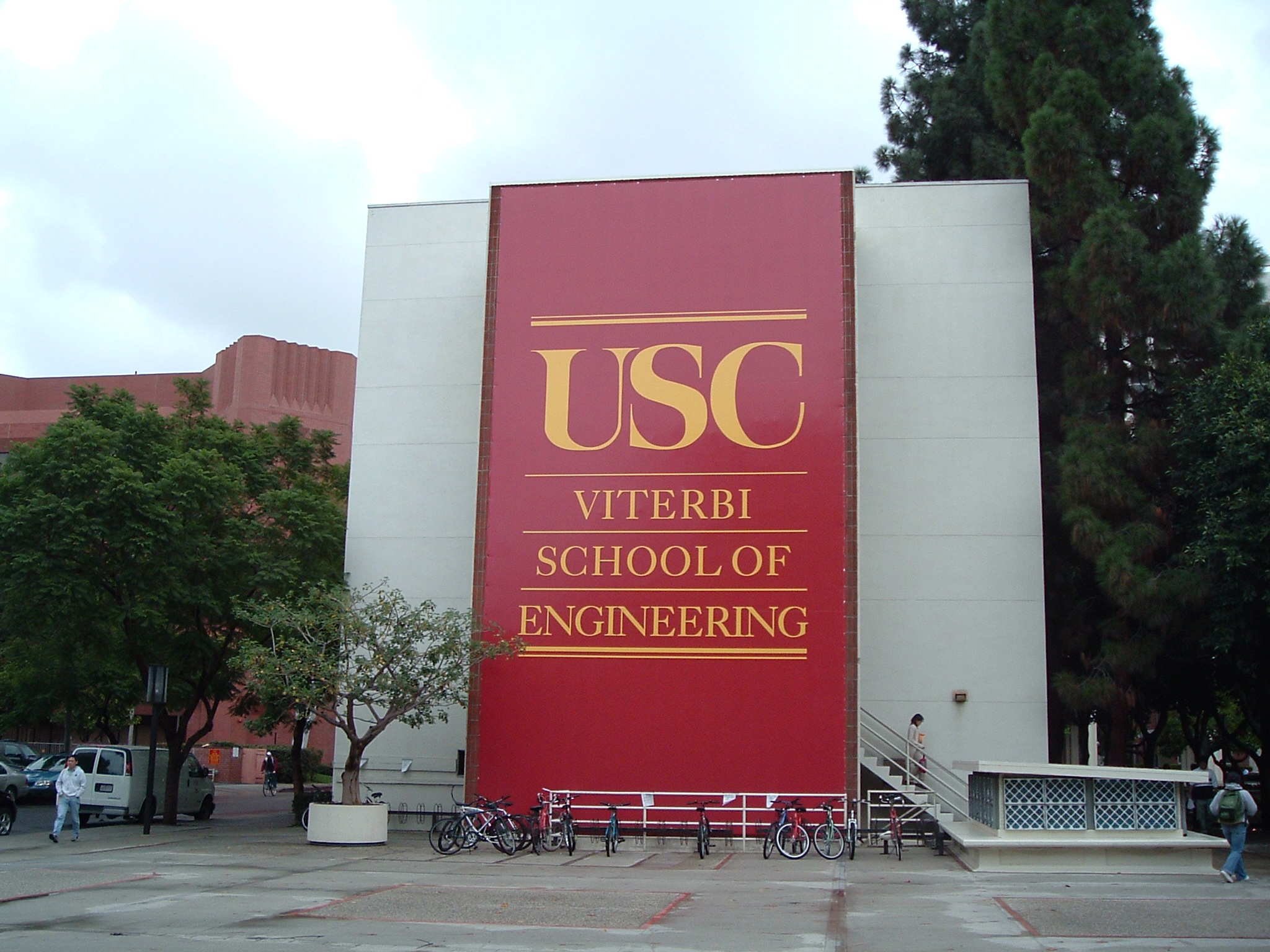
Viterbi School of Engineering の西側の壁

1968年、ビタビはアーウィン・M・ジェイコブスと共に小規模な軍需企業 Linkabit 社を創設した。また1985年には Jacobs と共にクアルコムを創設している。2003年には、ベンチャーキャピタルの The Viterbi Group の会長を務めている。2000年には、フォーブズ400で米国の富豪の386位にランキングされた（推定資産は6億4000万ドル）。
2002年、ビタビは母校 Boston Latin School に Andrew Viterbi '52 Computer Center を献呈した。2004年3月2日、南カリフォルニア大学工学部（School of Engineering）はビタビから5200万ドルの寄付金を受けたことを記念し、Viterbi School of Engineering と改称した。ビタビは同大学の評議委員会の一員である。
妻は Erna Finci、子供は3人。

## 主な著作
- Andrew J. Viterbi and Jim K. Omura (1979年). Principles of Digital Communication and Coding (Communications and Information Theory). ISBN 978-0070675162
- Robert E. Kalman, G. I. Marchuk, A. E. Ruberti, and Andrew J. Viterbi (1987年). Recent Advances in Communication and Control Theory (Series in Communication and Control Systems). ISBN 978-0911575460

## 主な受賞歴
- 1991年 - クロード・E・シャノン賞
- 1992年 - C&C賞
- 2005年 - ベンジャミン・フランクリン・メダル
- 2007年 - アメリカ国家科学賞工学賞
- 2008年 - ミレニアム技術賞
- 2010年 - IEEE栄誉賞
- 2011年 - ジョン・フリッツ・メダル
- 2013年 - 全米発明家殿堂選出
- 2016年 - チャールズ・スターク・ドレイパー賞